# Par un beau matin d'été
Pour plus de détails, voir Fiche technique et Distribution.
Par un beau matin d'été est un film français réalisé par Jacques Deray, sorti en 1965.

## Synopsis
Pour gagner de l'argent Francis et sa sœur Monique ont une méthode peu recommandable ; Monique attire des hommes dans sa chambre à coucher et, très peu de temps après, son frère y fait irruption hors de lui, en prétendant que sa sœur est mineure. Pour préserver leur réputation les hommes doivent alors les payer.
Ils reçoivent une offre du bandit Frank Kramer pour participer à un enlèvement en Espagne. Il leur promet une somme énorme, grâce à laquelle ils pourraient ne plus avoir besoin de leurs petites escroqueries. C’est la fille de Van Willie, un milliardaire américain qui est visée.
Ils réussissent à l'enlever et à l'enfermer avec un peintre à la retraite, sa femme et son fils en Andalousie. Mais tout ne se va pas se dérouler comme prévu.

## Fiche technique
- Titre : Par un beau matin d'été
- Réalisation : Jacques Deray
- Scénario : Didier Goulard, Maurice Fabre, Georges Bardawil et Jacques Deray, d'après le roman de James Hadley Chase
- Dialogues : Michel Audiard
- Producteur : Raymond Borderie
- Musique : Michel Magne
- Genre : Policier et drame
- Pays de production :  France,  Espagne et  Italie
- Date de sortie : 
  - France : 17 février 1965
- Classification CNC : mention « tous publics » (visa d'exploitation no 29219 délivré le 15 février 1965)
- Affiches : Jean Mascii, Vanni Tealdi (France)

## Distribution
- Jean-Paul Belmondo : Francis
- Geraldine Chaplin : Zelda
- Sophie Daumier : Monique
- Gabriele Ferzetti  (VF : Marcel Bozzuffi) : Vic Dermott
- Analía Gadé : Consuelo Dermott
- Adolfo Celi  (VF : Jean-Henri Chambois) : Van Willie
- Georges Géret : Max Zegetti
- Jacques Higelin : le motard
- Jacques Monod : Lucas
- Akim Tamiroff  (VF : Georges Aminel) : Kramer
- Claude Cerval : Jean-Pierre, le pigeon
- voix off : Maurice Pierrat

## Box-office
France : 1 506 874 entrées. Sorti en concurrence avec Goldfinger, le film se contente de la seconde place des meilleures exclusivités parisiennes avec 57 844 entrées sur trois salles. Sur l'ensemble du territoire français, le film démarre en 13e place (en 2de place des nouveautés) du box-office avec 59 116 entrées sur neuf salles. Il atteint la quatrième place début mars 1965 avec plus de 91 000 entrées sur vingt-et-une salles, pour 193 771 entrées, puis la troisième place la semaine suivante avec plus de 277 000 entrées depuis sa sortie. Malgré le résultat modeste du film au box-office pour un long-métrage mettant Belmondo en vedette, il s'agit du premier film réalisé par Jacques Deray à atteindre le cap du million d'entrées sur le territoire français.

## Autour du film
- Par un beau matin d'été marque la première collaboration entre Jacques Deray et Jean-Paul Belmondo.